# Đặng Văn Lâm
Đặng Văn Lâm (ros. Лев Шонович Данг, Lew Szonowicz Dang; ur. 13 sierpnia 1993 w Moskwie) – wietnamski piłkarz rosyjskiego pochodzenia grający na pozycji bramkarza w japońskim klubie Cerezo Osaka oraz reprezentacji Wietnamu.

## Kariera
Đặng Văn Lâm urodził się w Moskwie jako dziecko Wietnamczyka i Rosjanki. Wychowywał się w Rosji, tam też stawiał pierwsze kroki w karierze. Występował w młodzieżowych sekcjach Spartaka i Dinama. W 2006 roku wyjechał do ojczystego Wietnamu. Grał w Hoàng Anh Gia Lai do 2012 roku. Potem powrócił do Moskwy i reprezentował barwy klubów z niskich lig rosyjskich. W 2015 przeniósł się do Hải Phòng. W klubie spędził cztery lata, po czym kontynuował karierę w tajskim Muangthong United. Na początku 2021 roku przeniósł się do występującego w J1 League japońskiego klubu Cerezo Osaka.
W reprezentacji Wietnamu Đặng zadebiutował 13 czerwca 2017 w meczu eliminacji do Pucharu Azji 2019 z Jordanią. Znalazł się w kadrze Wietnamu na Puchar Azji 2019. W serii rzutów karnych meczu 1/8 finału z Jordanią obronił jedną jedenastkę, co dało Wietnamowi awans.